# 오늘 밤, 사쿠라 나무 아래에서
《오늘 밤, 사쿠라 나무 아래에서》(今夜、咲良の木の下 콘야, 사쿠라노키노시타데[*])는 bayfm에서 2017년 4월 6일부터 2021년 9월까지 방송되고 있는 라디오 프로그램이다. 진행은 미야와키 사쿠라가 맡는다. 미야와키 사쿠라의 이름을 건 첫 프로그램이다. 방송은 사전 녹음 방식으로 진행되며 정식 약칭은 さくのき 사쿠노키[*]이다. 트위터에서는 ‘#さくのき’를 달아서 청취자가 트윗하는 것도 향례가 되고 있다. 방송 종료 후부터의 1주일간, 무료로
청취할 수 있다.

## 코너
- 咲良的恋愛論→사쿠라적 연애론[1]

‘恋愛は経験で語る時代から、イメージで語る時代へ→연애는 경험으로 말하는 시대에서, 이미지로 말하는 시대로’를 테마로 미야와키 사쿠라가 연애론을 말한다. 청취자에게서는 이론이나 반론과 연애 상담을 모집한다.
- 吾輩は咲良博士である→이 몸은 사쿠라 박사이다[3]

거짓말이 진짜인지 판단하기 어려운 미야와키 사쿠라에 관한 정보를 본인에게 판단해준다.

## 대리 출연
아이즈원 활동으로 한국에서 거주하고 있기 때문에 2018년 9월 이후에 스케줄 시간을 내는 형태로 일본에 귀국해서 사전 녹음으로 하게 됐지만 녹화분이 떨어지고 스케줄을 확보하지 못했을 때에  HKT48의 동기 멤버(1기생)가 대타로 담당하기도 한다. 아래 따로 표시가 없는 것은 모두 HKT48 멤버이다.
- 2018년 11월 22일 ~ 29일 : 우에키 나오&타나카 나츠미(HKT48)
- 2019년 1월 16일 (생방송) : 모토무라 아오이, 무라시게 안나

### 내용주
1. ↑  2018년 3월 14일, 6월 20일은 생방송이다.

### 참조주
1. 1 2 3  “HKT48宮脇咲良、4月から初のラジオレギュラー まさかの恋愛論も” [HKT48 미야와키 사쿠라, 4월부터 첫 라디오 레귤러 설마하는 연애론도]. 《ORICON NEWS》 (일본어) (oricon ME). 2017년 3월 16일. 2017년 12월 18일에 확인함.
2. ↑  이선명 (2021년 9월 2일). “미야와키 사쿠라, 일본 라디오 프로 종영…한국 활동 집중 가시화”. 《스포츠 경향》. 2021년 9월 3일에 확인함 – 네이버 뉴스 경유.
3. 1 2 3  “今夜、咲良の木の下で 第2回” [오늘 밤, 사쿠라 나무 아래에서 제2회]. 《오늘 밤, 사쿠라 나무 아래에서》 (일본어). 베이FM. 2017년 4월 13일. 2018년 4월 12일에 원본 문서에서 보존된 문서. 2017년 12월 18일에 확인함.
4. ↑  “今夜24時から、お花見（咲良見）始まるよ～!” [오늘 밤 24시부터, 꽃구경(사쿠라 구경) 시작돼~!]. 《오늘 밤, 사쿠라 나무 아래에서》 (일본어). 베이FM. 2017년 4월 5일. 2018년 4월 12일에 원본 문서에서 보존된 문서. 2017년 12월 18일에 확인함.
5. 1 2  “今夜、咲良の木の下で　第１回” [오늘 밤, 사쿠라 나무 아래에서 재1회]. 《오늘 밤, 사쿠라 나무 아래에서》 (일본어). 베이FM. 2017년 4월 6일. 2017년 4월 18일에 원본 문서에서 보존된 문서. 2017년 12월 18일에 확인함.